# Grupa Rezerwy Policyjnej w Warszawie

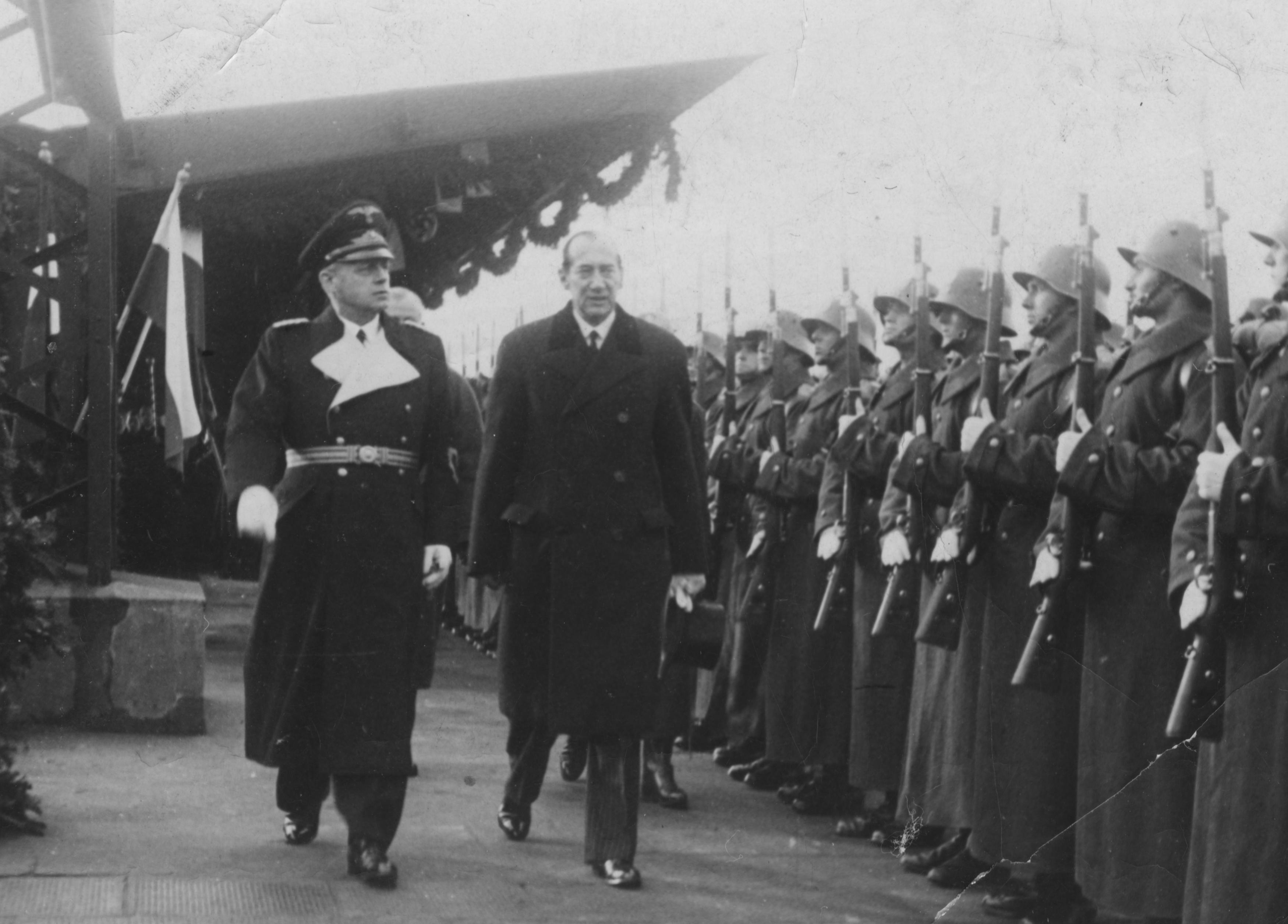
Powitanie Joachima von Ribbentropa w Warszawie

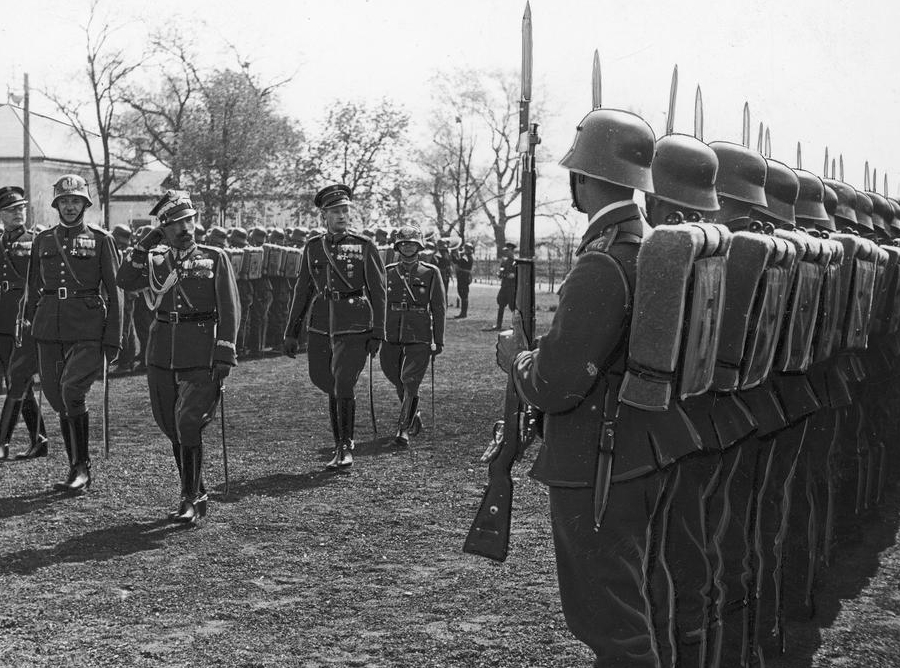
Uroczyste obchody 3 rocznicy powstania Grupy Rezerwy Policyjnej

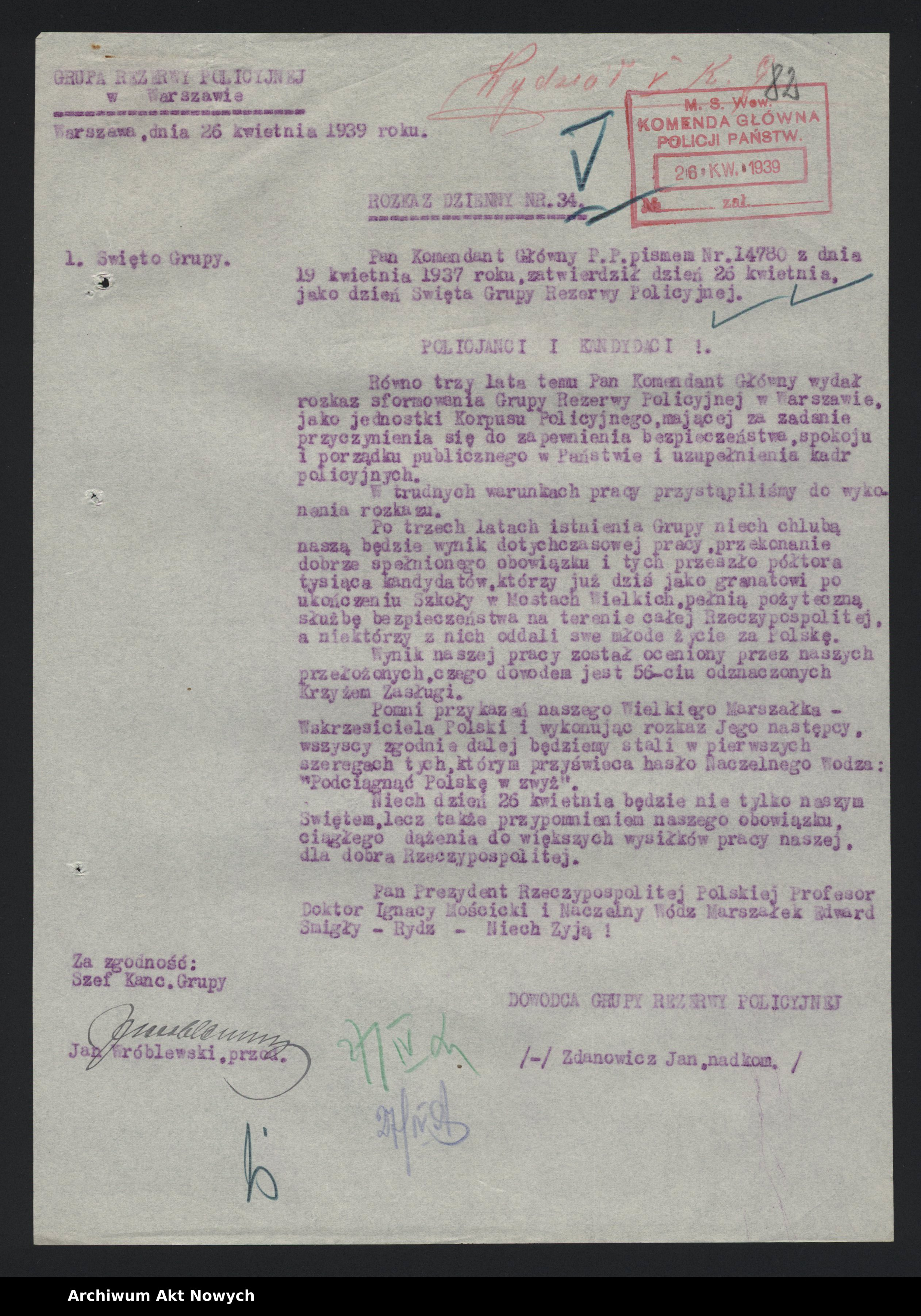
Rozkaz dzienny nr 34 z 26 kwietnia 1939

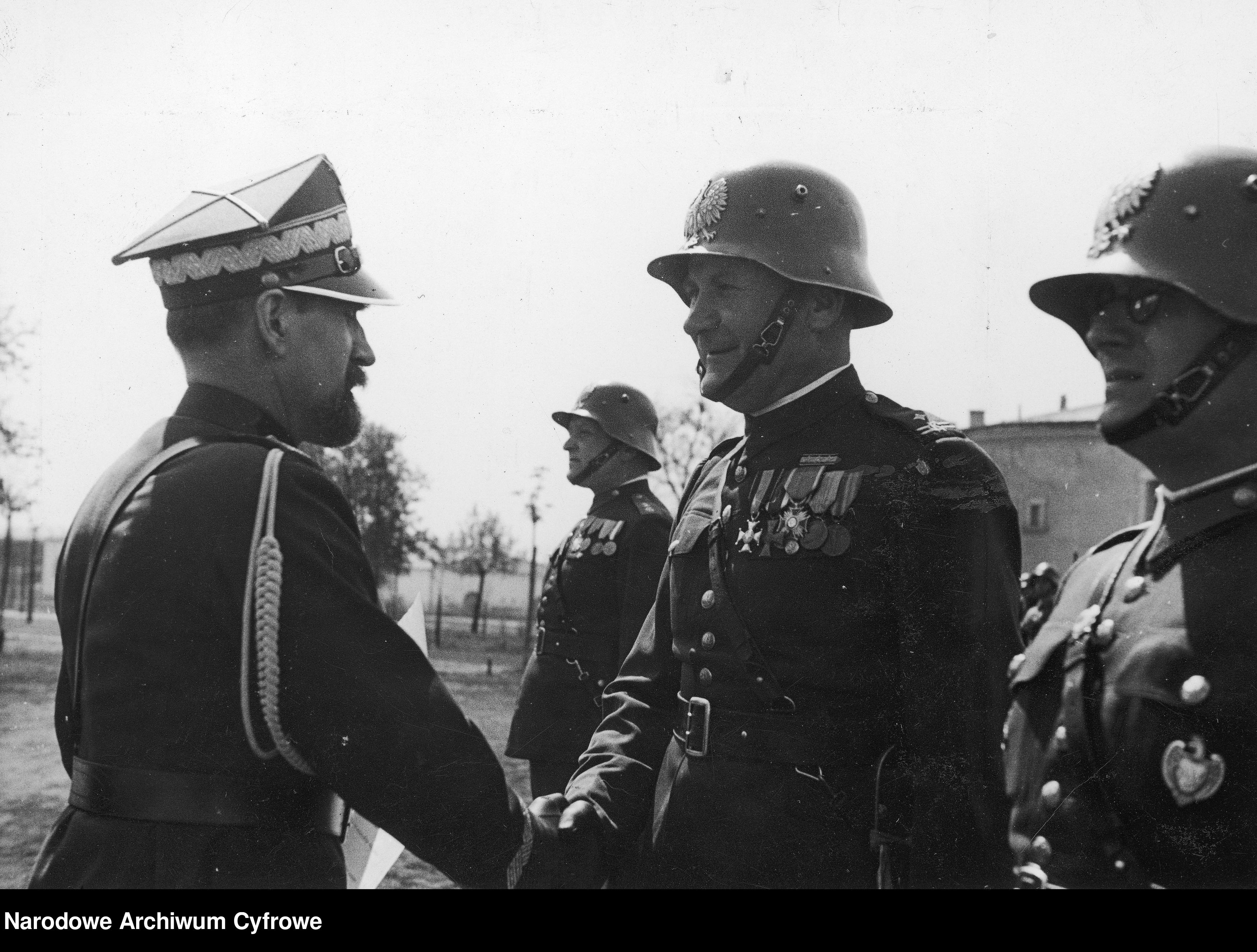
Obchody Święta Grupy Rezerwy Policyjnej

Grupa Rezerwy Policyjnej w Warszawie – jednostka organizacyjna Policji Państwowej, utworzona w 1936 w Warszawie, stacjonująca w koszarach na Golędzinowie.

## Historia grupy
20 kwietnia 1936 wszedł w życie dekret Prezydenta RP z 17 kwietnia 1936 w sprawie zmiany przepisów o Policji Państwowej. W wykonaniu wspomnianego dekretu minister spraw wewnętrznych Władysław Raczkiewicz wydał 24 kwietnia tego roku zarządzenie o utworzeniu kompanii rezerwy policyjnej. Zarządzenie stanowiło podstawę utworzenia pięciu kompanii rezerwy policyjnej oznaczonych według liter alfabetu od „A” do „E”. Trzy kompanie  miały stacjonować w Warszawie, a kolejne dwie w Łodzi i Częstochowie. Kompanie były oddziałami rezerwowymi w terenie, przeznaczonymi do specjalnych zadań służby bezpieczeństwa, a w szczególności do samodzielnego prowadzenia akcji utrzymania bezpieczeństwa, spokoju i porządku publicznego, we wszystkich wypadkach, w których siły miejscowe policji mogłyby się okazać niewystarczające. Dysponentem kompanii był minister spraw wewnętrznych. 12 sierpnia tego roku minister spraw wewnętrznych zmienił swoje zarządzenie z 24 kwietnia 1936 i zdecydował o utworzeniu siedmiu kompanii rezerwy policyjnej oraz upoważnił komendanta głównego PP do wyznaczania miejsc postoju kompanii rezerwy policyjnej na terenie poszczególnych województw.
22 kwietnia 1936 na stanowisko dowódcy Grupy wyznaczony został oficer Wojska Polskiego Jan Zdanowicz, który z dniem 1 maja tego roku został mianowany nadkomisarzem, na stanowisko dowódcy kompanii „A” kom. Antoni Gustaw Pikor, dotychczasowy dowódca kompanii w Szkole dla Oficerów w Warszawie, na stanowisko dowódcy kompanii „B” kom. Walerian Ferdynand Józef Hahn, pozostający dotąd w dyspozycji komendanta głównego PP w Białymstoku, natomiast na stanowisko adiutanta dowódcy Grupy aspirant Michał Stanisław Piskozub z Urzędu Śledczego m. st. Warszawy. Tego samego dnia komendant główny PP powierzył podkom. Bronisławowi Lipskiemu pełnienie obowiązków dowódcy kompanii „C”.
30 kwietnia 1936 komendant główny PP przeniósł komisarza Pikora do Normalnej Fachowej Szkoły dla Szeregowych w Mostach Wielkich na stanowisko dowódcy kompanii, natomiast dotychczasowy dowódca tej kompanii podkom. Franciszek Eugeniusz Janczyszyn został wyznaczony na stanowisko dowódcy kompanii „A”. 2 czerwca 1936 podkomisarz Lipski został kierownikiem Komisariatu III w Częstochowie, a na stanowisko dowódcy kompanii „C” wyznaczony został porucznik piechoty Aleksander Wesołek, który z dniem 1 czerwca tego roku został mianowany komisarzem. 10 czerwca 1936 w rozkazie personalnym nr 14 komendanta głównego PP ogłoszono przeniesienie do Grupy 28 szeregowych, w tym 7 przodowników, 5 starszych posterunkowych i 16 posterunkowych.
Grupa stacjonowała w koszarach przy ul. Modlińskiej 3/5 w Warszawie. Do jej dyspozycji oddano budynek dowództwa, dwa budynki koszarowe, kuchnię, izbę chorych, magazyn broni, magazyn mundurowy, warsztat szewsko-krawiecki i łaźnię.
Stan etatowy (w nawiasach stan faktyczny) Grupy 20 lipca 1936: nadkomisarz 1 (1), komisarzy 3 (2), podkomisarzy 2 (2), aspirantów 4 (4), starszych przodowników 5 (4), przodowników 16 (16), starszych posterunkowych 15 (6) i posterunkowych 36 (27) oraz kandydatów kontraktowych 384 (269). Ponadto niższych funkcjonariuszy: woźnych 3 (3), woźniców 1 (3), kucharzy 3 (2), pomocników kucharzy 3 (3), szewców 3 (3) i krawców 3 (0).
Zarządzenie ministra spraw wewnętrznych z 25 lipca 1936 o wyszkoleniu Policji Państwowej było podstawą organizowania w Grupie Rezerwy Policyjnej kursów specjalnych w celu „praktycznego i teoretycznego wyszkolenia oficerów i szeregowych Policji Pańtwowej”. Kursy specjalne pod względem organizacyjno-wyszkoleniowym podlegały komendantowi głównemu PP, a pod względem gospodarczym komendantowi wojewódzkiemu PP.
12 stycznia 1939 z delegacji do województwa stanisławowskiego wrócił pluton 2. kompanii w składzie 1 szeregowca (st. przod. Roman Bochenek) i 39 kandydatów kontraktowych.
19 stycznia przeniesiono do nowo tworzącej się 11. Kompanii Rezerwy Policyjnej w Herbach Starych 15 kandydatów kontraktowych. Równocześnie delegowano do wspomnianej kompanii st. post. Edmunda Kaźmierczaka i post. Edwarda Budkiewicza. Tego samego dnia odeszli na ćwiczenia wojskowe: st. przod. (ppor. piech. rez.) Roman Bochenek z 2. kompanii do 2 Morskiego Batalionu Strzelców i st. przod. (ppor. piech. rez.) Hilary Burdzicki z 3. kompanii do 26 Pułk Piechoty. Wymienieni oficerowie rezerwy 16 lutego wrócili z ćwiczeń.
25 stycznia na Dworcu Głównym w Warszawie 1. kompania występowała jako kompania reprezentacyjna Komendy Głównej PP podczas powitania ministra spraw zagranicznych III Rzeszy Joachima von Ribbentropa.
27 stycznia 2. kompania wróciła transportem samochodowym z delegacji w Złoczowie (1 oficer, 18 szeregowych, 62 kandydatów kontraktowych i 2 pracowników cywilnych oraz 5 samochodów osobowych Fiat i 1 „rekwizyt” z kuchnią). 28 stycznia, po powrocie 2. kompanii, stan żywionych w Grupie Rezerwy Policyjnej wynosił 191 kandydatów kontraktowych i 6 pracowników cywilnych.
1 lutego zostali przeniesieni z Policji m. st. Warszawy: przod. Edward Kaczmarek (do 1. kompanii), st. post. Tadeusz Wysocki (do 2. kompanii) i st. post. Wawrzniec Krzak (do 3. kompanii).
6 lutego przeniesiono do nowo tworzącej się 12. Kompanii Rezerwy Policyjnej w Poznaniu 14 kandydatów kontraktowych. Równocześnie delegowano do wspomnianej kompanii posterunkowych: Bronisława Krupińskiego i Ryszarda Żelaźniewicza, a 15 lutego również post. Józefa Baraniaka. 
11 lutego 3. kompania wróciła transportem kolejowym z delegacji w Stanisławowie (62 kandydatów kontraktowych). Tego dnia stan żywionych w Grupie liczył 245 kandydatów kontraktowych i 7 pracowników cywilnych. W miejsce 3. kompanii do Stanisławowa została delegowana 5. Kompania Rezerwy Policyjnej z Poznania.
18 lutego na Dworcu Głównym w Warszawie kompania honorowa wzięła udział w powitaniu szefa Policji i SS Heinricha Himmlera.
21 lutego został przeniesiony z Policji m. st. Warszawy st. post. Tadeusz Józef Cieślikowski i przydzielony do 1. kompanii. 24 lutego asp. PP Marian Bielecki został delegowany do Białegostoku celem objęcia dowództwa 13. Kompanii Rezerwy Policyjnej. Trzy dni później wrócił z delegacji w 13. Kompanii Rezerwy Policyjnej w Białymstoku kom. Eugeniusz Janczyszyn.
27 lutego 155 kandydatów kontraktowych miało wyjechać do Szkoły Szeregowych Policji Państwowej w Mostach Wielkich na XVII kurs zwykły kandydatów kontraktowych, lecz tego samego dnia zarządzeniem telefonicznym Komendy Głównej PP wyjazd został odwołany. Ostatecznie kandydaci wyjechali z Warszawy 3 marca. Następnego dnia stan żywionych wynosił 106 kandydatów kontraktowych i 8 pracowników cywilnych.
11 marca dowódca Grupy ogłosił w rozkazie dziennym nr 20 dosłowny tekst ustawy z dnia 23 lutego 1939 o użyciu broni przez Policję Państwową i organa ochrony granic.
22 marca dowódca Grupy powołał podkom. Stanisława Piskozuba na przewodniczącego Komitetu Opieki nad dziećmi Szkoły Powszechnej w Wolicy, w powiecie brzeżańskim. 7 kwietnia przod. Marian Karasiński i kandydat kontr. Roman Długosz zawieźli ubrania i paczki świąteczne dla dzieci Szkoły Powszechnej w Wolicy, którą opiekowała się Grupa Rezerwy Policyjnej. 20 czerwca dzieci z Wolicy zostały przywiezione dwoma samochodami do stolicy. 24 czerwca dzieci zwiedzały Warszawę. Trzy dni później dzieci zostały zawiezione do kina „Victoria” i na Plac Zamkowy w Warszawie. 1 lipca dzieci zostały odwiezione do Wolicy.
1 kwietnia 3 kandydatów kontraktowych zostało przeniesionych do 3 Szwadronu Rezerwy Policyjnej w Kamionce Strumiłowej.
19 kwietnia komendant główny PP pismem nr 14780 zatwierdził dzień 26 kwietnia, jako dzień święta Grupy Rezerwy Policyjnej.
26 kwietnia Grupa uroczyście obchodziła trzecią rocznicę powstania. W obchodach wziął udział komendant główny PP gen. bryg. Kordian Józef Zamorski.
30 kwietnia 2. kompania w składzie: 1 oficer, 12 szeregowych, 6 szoferów, 65 kandydatów kontraktowych i 2 pracowników cywilnych została delegowana do Łodzi transportem samochodowym (łazik, 4 samochody osobowe i rekwizyt z kuchnią).
Z dniem 1 maja na stopień aspiranta PP zostali mianowani starsi przodownicy: Roman Bochenek, Hilary Burdzicki i Jan Piwnik.
10 maja z Policji m. st. Warszawy zostali przeniesieni posterunkowi: Józef Mufel (do 3. kompanii), Józef Piłat (do 2. kompanii) i Marian Sadkowski (do 1. kompanii).
Z dniem 19 maja zostali przeniesieni oficerowie: kom. Aleksander Wesołek do Komendy Wojewódzkiej PP w Białymstoku na stanowisko komendanta powiatowego w Augustowie, asp. Hilary Burdzicki do Komendy Wojewódzkiej PP w Białymstoku z przydziałem do Komendy Powiatowej PP w Suwałkach i asp. Jan Grzegorzewski do Komendy Wojewódzkiej PP w Łodzi z przydziałem do Komendy Powiatowej PP w Rawie Mazowieckiej. Aspirant Grzegorzewski (1887–1940) został zamordowany w Kalininie.
20 maja 3. kompania wyjechała transportem samochodowym „na delegację” do Częstochowy w składzie: 1 oficer, 12 szeregowych, 6 szoferów, 79 kandydatów kontraktowych i 2 pracowników cywilnych oraz 5 samochodów osobowych i rekwizyt z kuchnią. Tego samego dnia przod. Stanisław Stopyra z 1. kompanii odszedł na czterotygodniowe ćwiczenia wojskowe do 36 Pułku Piechoty Legii Akademickiej w Warszawie. Chorąży Stopyra ps. „Stopa” (1909–1944) poległ drugiego dnia powstania warszawskiego. 22 maja 3. kompania wróciła z delegacji. 23 maja zostali przeniesieni do Policji m. st. Warszawy st. post. Edmund Nikodem Kaźmierczak i post. Ryszard Mieczysław Żelaźniewicz. Posterunkowy Żelaźniewicz został umieszczony na liście proskrypcyjnej rozesłanej 14 listopada 1939 do „wszystkich naczelników obwodowych, miejskich, powiatowych i rejonowych oddziałów NKWD BSRR”. 
31 maja post. Mikołaj Wajda z 2. kompanii wrócił z oficerskich ćwiczeń wojskowych w 71 Pułku Piechoty w Zambrowie. Z dniem 1 czerwca na stopień przodownika PP zostali mianowani starsi posterunkowi Albin Hop i Arkadiusz Twarożek. Tego samego dnia przod. Marian Karasiński z 2. kompanii został powołany na czterotygodniowe ćwiczenia oficerów rezerwy w 33 Pułku Piechoty w Łomży, a st. post. Bronisław Stanisław Dobrosielski na sześciotygodniowe ćwiczenia oficerów rezerwy w 2 Pułku Artylerii Ciężkiej w Chełmie.
Z dniem 19 czerwca podkom. Adam Młodzikowski odszedł na czterotygodniowe oficerskie ćwiczenia wojskowe w 30 Pułku Piechoty w Warszawie.
W związku z reorganizacją kompanii dowódca Grupy 21 i 26 czerwca dokonał przeniesień kandydatów kontraktowych między pododdziałami.
24 lipca dowódca Grupy delegował 84 kandydatów kontraktowych do województwa warszawskiego „na praktyczne szkolenie na posterunkach w okresie od 25 lipca do 28 sierpnia”, a 31 lipca kolejnych 7 kandydatów na okres od 1 do 28 sierpnia.
31 lipca przy Grupie Rezerwy Policyjnej został utworzony pięciotygodniowy kurs kandydatów na kierowców policyjnych pojazdów mechanicznych. Na dowódcę kompanii został powołany asp. Jan Gustaw Walesiński z PP m. st. Warszawy. Dowódca Grupy delegował przod. Mariana Karasińskiego na stanowisko szefa kompanii.
Od 4 do 7 sierpnia 1. kompania była delegowana transportem kolejowym do Krakowa w składzie: 2 oficerów, 17 szeregowych i 138 kandydatów kontraktowych. Delegacja związana była z obchodami 25-lecia Czynu Legionów Polskich.
10 sierpnia pododdziały Grupy (na 15 samochodach) wzięły udział w ćwiczeniach polowych w m. Białobrzegi. Tego samego dnia nadkomisarz Zdanowicz udał się na czternastodniowy urlop wypoczynkowy, a obowiązki dowódcy Grupy powierzył komisarzowi Janczyszynowi.
13 sierpnia st. post. Bronisław Stanisław Dobrosielski, po raz drugi w tym roku, został powołany na ćwiczenia w 2 pac. 
17 sierpnia z rusznikarni przy ul. Stawki przywieziono pistolety maszynowe Suomi.
18 sierpnia, po ukończeniu dziesięciomiesięcznego kursu oficerskiego w Szkole Szeregowych PP w Warszawie z wynikiem dobrym, powrócili: st. przod. Władysław Leszczyński, przod. Wojciech Liszka i przod. Władysław Mroczek. Tego samego dnia przod. Władysław Mroczek został delegowany na sześciotygodniowe oficerskie ćwiczenia wojskowe w 71 Pułku Piechoty w Zambrowie.
20 sierpnia pododdziały Grupy wzięły udział w defiladzie w związku z poświęceniem 50 motocykli na Placu Marszałka Piłsudskiego. Były to motocykle zakupione do prywatnego użytku przez szeregowych PP w ramach akcji prowadzonej wśród Policji i popieranej przez generała Zamorskiego. Sprawozdawca prasowy podkreślił „wspaniałą postawę kompanii honorowej, która wzbudziła zachwyt licznie zebranej publiczności”.
31 sierpnia 1939 w Szkole Szeregowych Policji Państwowej w Mostach Wielkich miało się stawić 91 kandydatów kontraktowych zakwalifikowanych na pięciomiesieczny XVIII kurs zwykły kandydatów kontraktowych. 28 sierpnia 1939 otwarcie kursu zostało odwołane.
3 września 1939, w związku z otrzymaniem od wojska 36 ckm Hotchkiss wz. 25, zarządzono utworzenie kompanii karabinów maszynowych oraz zorganizowanie stacji zbornej pod komendą nadkom. Kalinowskiego. Wieczorem tego dnia gen. Zamorski otrzymał polecenie obsadzenia Pilicy od Warki do Nowego Miasta siłami Grupy, obrony mostu przed niemiecką bronią pancerną oraz patrolowania przedpola. 5 września, w związku z wyznaczeniem nowego dowódcy obrony Policy (ppłk dypl. br. panc. Antoni Korczyński) gen. Zamorski postanowił ściągnąć nadkom. Zdanowicza do Warszawy i powierzyć mu wywiezienie broni, umundurowania i sprzętu radio zmagazynowanego w Golędzinowie. 7 września inspektor Juliusz Kozolubski polecił Grupie nadkom. Zdanowicza marsz do Radzynia. Razem z Grupą opuściła stolicę jedna z kompanii ochrony linii kolejowych sformowana w Warszawie.
Wobec nieodtrzymania dalszych rozkazów Grupa nadkom. Zdanowicza skierowała się na Dubno, Brzeżany, Stanisławów i dotarła do Jaremcza. W drodze do Grupy przyłączali się funkcjonariusze z różnych oddziałów Rezerwy Policyjnej. W Jaremczu Grupa liczyła 34 oficerów i 826 szeregowych. W nocy z 19 na 20 września nadkom. Zdanowicz otrzymał od gen. bryg. Mieczysława Ryś-Trojanowskiego rozkaz przekroczenia granicy z Węgrami. W drodze ku granicy toczono walki z ukraińskimi bandami. W okolicy Tatarowa zorganizowano punkt dożywiania żołnierzy. 22 września Grupa przekroczyła granicę, a później przeszła na terytorium Rumunii do Băile Govora.

## Obsada personalna
Dowództwo Grupy
- dowódca grupy – nadkom. Jan Zdanowicz (IV 1936 – IX 1939)
- szef kancelarii – przod. Jan Wróblewski (od 15 III 1939)[72]
- podoficer broni – przod. Tadeusz Jankowski[h] (od 21 I 1939)[73]
- podoficer kancelaryjny – post. Stanisław Gwizdała (od 8 II 1939)[19]
- podoficer administracyjny – st. post. / przod. Albin Hop[i][40]
- komendant kuchni – st. post. Bolesław Fituch (od 13 IV 1939)[75]
- sanitariusz – post. Alojzy Rynkowski[76]

1 kompania
- dowódca 1 kompanii – kom. Eugeniusz Janczyszyn
- zastępca dowódcy kompanii i dowódca I plutonu – asp. PP Jan Grzegorzewski (5 IV[77] – 19 V 1939)
- zastępca dowódcy kompanii i dowódca I plutonu – asp. PP Roman Bochenek[j] (od 8 VI 1939)[79]
- dowódca plutonu – st. przod. / asp. Hilary Burdzicki (5 IV[77] – 19 V 1939)
- dowódca plutonu – st. post. / przod. Arkadiusz Twarożek (od 8 V 1939)[40]
- drużynowy – st. post. Józef Poniecki (od 6 VI 1939)[k]

2 kompania
- dowódca 2 kompanii – podkom. Stanisław Piskozub[l]
- p.o. dowódcy 2 kompanii – asp. PP Piotr Jarzęcki (od 4 II 1939[m])

3 kompania
- p.o. dowódcy 3 kompanii – asp. PP Jan Piwnik (od 19 V 1939[41])
- dowódca plutonu – st. przod. / asp. Jan Piwnik (od 5 IV 1939)[77]
- dowódca plutonu – przod. Edward Kaczmarek (od 5 IV 1939)[77]
- podkom. Tadeusz Ignacy Sołtys (wykładowca w Szkole Szeregowych PP w Mostach Wielkich, przybył 31 VIII 1939 jako delegowany „na czas aż do odwołania”)[81]
- asp. PP Wacław Matacz (wykładowca w Szkole Szeregowych PP w Mostach Wielkich, przybył 31 VIII 1939 jako delegowany „na czas aż do odwołania”)[81]

Funkcjonariusze zamordowani wiosną 1940 w Kalininie
- podkom. Adam Młodzikowski[82]
- podkom. Tadeusz Ignacy Sołtys[83]
- post. Bolesław Kazimierz Mocek[84]
- post. Tadeusz Karol Niziński[n][85]